# Higany(II)-tiocianát
A higany(II)-tiocianát szervetlen vegyület, higanysó, a Hg2+ és a tiocianát anion koordinációs komplexe. Meggyújtva kígyóhoz vagy száraz faághoz hasonlítható termék keletkezik, fokozatosan növekedve, hosszabbodva. Ezt a jelenséget a fáraó kígyójának is nevezik.

## Előállítása
Általában kálium-tiocianátból és higany(II)-nitrátból állítják elő:[forrás?]
2 KCNS(aq) + Hg(NO3)2(aq) = Hg(CNS)2(s) + 2 KNO3(aq)
A higany(II)-tiocianát csapadékként kiválik, mert vízben oldhatatlan.

## Fizikai tulajdonságai
Vízben oldhatatlan.

## Kémiai tulajdonságai
Éghető, levegőn meggyújtva higany-szulfidra, szén-diszulfidra és C3N4 képletű szén-nitridre bomlik, melyek a levegő oxigénjének hatására (részben legalábbis) továbbalakulnak, a szén-diszulfid például szén-dioxiddá és kén-dioxiddá ég el.

## Veszélyei
A higany(II)-tiocianát ugyanúgy mérgező, mint a legtöbb higanysó.